# 斯特蘭德鎮區 (明尼蘇達州諾曼縣)
斯特蘭德鎮區（英語：Strand Township）是位於美國明尼蘇達州諾曼縣的一個行政鎮區。

## 歷史
斯特蘭德鎮區於1880年成立，得名自「海灘」的挪威語。

## 地方資料
斯特蘭德鎮區的面積為92.95平方千米，當中陸地面積為92.86平方千米，而水域面積為0.09平方千米。根據2020年美國人口普查的數據，當地共有人口80人，而人口密度為每平方千米0.86人。